# Lewis–Clark State College
Das Lewis–Clark State College ist ein staatliches Undergraduate-College in Lewiston, im US-Bundesstaat Idaho. Am 1893 gegründeten College sind rund 4.000 Studierende eingeschrieben. Die benachbarten Städte Lewiston und Clarkston sind Namensgeber der Hochschule. Das College bietet über 80 Abschlüsse, besonders bekannt ist ihr Programm in Krankenpflege.

## Geschichte
Das heutige College wurde 1893 als Normalschule unter dem Namen Lewiston State Normal School gegründet. Aufgabe war es Lehrer für die umliegenden Schulen auszubilden. Aufgrund von Finanzierungsschwierigkeiten konnte der Studienbetrieb erst 1896 aufgenommen werden. 1943 wurde die Bildungseinrichtung in eine Hochschule mit vierjähriger Ausbildungszeit umgewandelt und ihr wurde das Recht gegeben den Absolventen einen Bachelor of Arts in Education zu verleihen. Zudem wurde die Hochschule 1946 in Northern Idaho College of Education umbenannt.
Aufgrund Sparmaßnahmen wurde das College 1951 geschlossen, um 1955 als Lewis-Clark Normal School der University of Idaho wiedereröffnet zu werden. Aufgabe war es nun Grundschullehrer auszubilden. 1963 erfolgte die Unabhängigkeit von der Universität und die Bildungseinrichtung erhielt erneut den Status einer Hochschule mit vierjährigen Ausbildungsgang. Die Umbenennung in den heutigen Namen erfolgte 1971. Das Studienprogramm wurde in den nächsten Jahren um die weitere Studiengänge erweitert, um die Hochschule zu einem Liberal Arts College zu entwickeln. Von 2001 bis 2010 war Dene Thomas Präsident des Colleges, von 2010 bis 2018 J. Anthony Fernandez.

## Zahlen zu den Studierenden, den Dozenten und zum Vermögen
Im Herbst 2020 waren 3.856 Studierende am College eingeschrieben, die alle ihren ersten Studienabschluss anstrebten und die damit undergraduates waren. 65 % waren weiblich und 35 % männlich; 1 % bezeichneten sich als asiatisch, 1 % als schwarz/afroamerikanisch, 8 % als Hispanic/Latino und 78 % als weiß. Es lehrten 223 Dozenten an der Universität, davon 171 in Vollzeit und 52 in Teilzeit.
Der Wert des Stiftungsvermögens der Universität lag 2021 bei 318 Mio. US-Dollar und damit 32 % höher als 2020, als es 241 Mio. US-Dollar gewesen waren.
Im Herbst 2009 waren 4.200 Studierende eingeschrieben.

## Sport
Die Sportteams des College nennen sich Warriors (Frauenteams nennen sich Lady Warriors). Sie spielen in der Frontier Conference. Das Baseball-Team des Colleges hält einen Rekord mit 15 gewonnenen Meisterschaften in den letzten 31 Jahren.